# Закон Гласса — Стіголла
Закон Гласса — Стіголла (англ. Glass-Steagall Act) — закон, який заклав основи сучасного банківського законодавства США (названий за іменами його авторів-конгресменів, офіційна назва «Банківський закон 1933 року»). Прийнятий 16 червня 1933 року урядом Франкліна Рузвельта як засіб державного регулювання кредитної системи США, спрямованої на подолання наслідків світової економічної кризи 1929–1933 років. Згідно із законом, посилювались централізація банківської системи США, державний контроль за діяльністю банків, вводилось державне страхування банківських депозитів, розмежовувались банківські операції на короткострокові і довгострокові та визначались умови створення окремих банків.